# Miss Brasil 2021
Miss Brasil 2021 (ou Miss Universo Brasil 2021) foi a 67ª edição do tradicional concurso de beleza feminino de Miss Brasil, válido para a disputa de Miss Universo. O evento teve sua final realizada no dia 7 de novembro de 2021 e a vencedora disputou a 70ª edição do evento internacional, ocorrido em 12 de Dezembro do mesmo ano em Éilat, Israel. A cerimônia final foi realizada em navio temático com a participação de candidatas dos 26 estados brasileiros e do Distrito Federal. O evento foi gravado dia 7 de Novembro e transmitido no dia 9 pela SoulTV e o canal L!ke.

## Histórico
Com a saída do jornalista e consultor baiano Roberto Macêdo em Abril de 2021, coube a diretora Marthina Brandt (Miss Brasil 2015)  e da advogada Gabriela Bratz Lamb a organização do envio da brasileira Julia Gama ao título de Miss Universo 2020. Com o sucesso da gaúcha na disputa, obtendo a segunda colocação logo atrás da mexicana Andrea Meza, ambas continuaram a liderar os trâmites da disputa nacional sob a tutela do franqueado nacional, Winston Ling.

A proposta que temos é muito diferente de tudo o que vinha sendo realizado. Não queria pessoas com vícios, que tinham aquele mesmo olhar para o concurso. Quis colocar na minha equipe pessoas de outras áreas, que não tinham aquela concepção pré-formada do miss e que pudessem trazer novas ideias.
Marthina Brandt, diretora do concurso.

O concurso volta aos moldes anteriores, mas com adaptações: sem plateia, apenas jurados, organização e candidatas:

Vamos ter todo um sistema de testes, e as misses vão ficar em quarentena um tempo antes de encontrarem as outras candidatas. E vamos seguir todos os protocolos. Em nenhum momento apoiamos o que não seja seguro.
Marthina Brandt, diretora do concurso.
No dia 23 de Junho de 2021, a organização nacional anunciou os prêmios que a grande vencedora ganhará: cinquenta (50) mil reais, um Master of Business Administration (MBA) pela Hayek Global College e dois ingressos para um cruzeiro temático pela empresa "Promoação". No dia 25 do mesmo mês, o portal "F5" da Folha de S.Paulo entrevistou a diretora Marthina Brandt, que assim declarou sobre a temática da cerimônia deste ano:

É um evento bem diferente, pois nunca aconteceu em um navio. Estamos inovando! Vão ter várias surpresas e estamos muito felizes de poder reposicionar o Miss Brasil de uma outra forma, além de trazer um novo ar para o concurso. A outra parte (do concurso) será no navio temático, que terá várias atrações e a final será uma delas
Marthina Brandt, diretora do concurso.

### Inscrições
A fim de manter a lisura do pleito nacional, o evento listou os valores de inscrição estadual para as candidatas que chegarem as vias de fato pelo título. Em reportagem ao jornalista Pedro Permuy de "A Gazeta" do Espírito Santo, a coordenadora e ex-primeira dama do município de Cariacica Nabila Furtado assim declarou sobre os valores taxados às inscrições estaduais:

Agora a coordenação estadual é como se fosse uma concessão. Não terá mais aquela coisa de franquia estadual. Nós, coordenadores, não vamos mais ter que pagar pela franquia. O dinheiro da inscrição é que vai custear o que tiver que ser custeado e haverá esse fundo do nacional - antes a gente é que tinha que desembolsar.
Nabila Furtado, coordenadora do Miss Espírito Santo.

Sobre a autonomia dos Estaduais, Nabila declarou:

Vamos seguir todas as regras do nacional. Será tudo integrado, não vai mais acontecer de um jeito em cada Estado. As meninas farão inscrição em um site único, que é da plataforma da franquia nacional. Assim, cada candidata terá que passar, também, por um crivo federal para disputar o estadual. O nacional estará muito mais ativo, completamente envolvido com os Estados, como se fosse uma coisa só. Teremos nossa autonomia, mas dentro desse contexto todo. Eu vejo a mudança como uma forma de organizar tudo. Acaba com essa coisa de falcatrua, que tem Estado com histórico disso.
Nabila Furtado, coordenadora do Miss Espírito Santo.

### Possível racismo no Miss São Paulo
A vice-Miss São Paulo Iêda Favo, relatou ter sofrido racismo em algumas ocasiões durante o confinamento que antecede a final, ou seja, durante a preliminar, por parte dos colaboradores que atuavam junto a organização do evento. Os vídeos publicados por ela nas redes sociais desencadearam repercussão nos principais tabloides de notícias do País, como o G1, Folha de S.Paulo, Correio Braziliense, IstoÉ, Quem, entre outros. Após o desabafo da candidata, a organização estadual emitiu uma nota replicando os comentários de Iêda, assim como a diretora-executiva do Miss Universo Brasil, Marthina Brandt.

A nota emitida pelo concurso Miss São Paulo informava:

Tendo em vista o recente vídeo vinculado nas redes sociais da candidata Ieda Favo, a organização do Miss Universo São Paulo vem se manifestar através da presente nota de esclarecimento. Primeiramente, necessário ressaltar que a avaliação das candidatas foi realizada durante todo o discorrer do confinamento, através de júri técnico e qualificado. Todas as etapas foram respectivamente auditadas e arquivadas em gravações de áudio e vídeo. A organização do Miss Universo São Paulo 2021 informa que repudia de forma absoluta o racismo e nunca pactuou com esse sentimento abjeto. A equipe do concurso fará a apuração dos fatos, vez que todos os temas levantados pela candidata são de extrema relevância e gravidade, contudo informa desde já que nunca houve qualquer orientação para dar preferência ou tratamento diferenciado para nenhuma candidata. Os produtos de cabelo fornecidos foram entregues a todas as candidatas e todas indicaram os produtos de sua preferência, estando todos disponíveis em tempo hábil para o cuidado de cada uma antes do desfile final, sempre prezando pelo bem estar de cada miss. Informa também que os profissionais de beleza foram disponibilizados para todas as candidatas, tendo sido escolha exclusiva da candidata em questão, a realização de seu penteado no desfile final. A lisura da etapa classificatória pode ser documentalmente provada. Desde já a equipe do Miss Universo São Paulo 2021 se solidariza com a situação narrada e oferece todo o apoio à candidata Ieda. A organização se coloca à disposição da candidata para disponibilização das imagens e documentos inerentes ao concurso, para que as eventuais medidas judiciais sejam acionadas se identificada qualquer irregularidade, reforçando que, em contrapartida, a equipe jurídica do Miss Universo São Paulo 2021 já foi acionada e está trabalhando no caso.
Organização Miss Universo São Paulo.

Em entrevista a Fábio de Paula, do portal F5 da Folha de S.Paulo, a diretora Marthina Brandt declarou:

Mesmo que eu não tenha visto nada sobre isso, solicitei que, de todas as formas, fosse apurado tudo o que a miss está apontando. Desde filmagens, fotos, relatos, tudo será levado em conta. Caso haja algum fato que comprove o que ela está falando, vamos anular o concurso e realizar outra seletiva.
Marthina Brandt, diretora do concurso.

O concurso foi auditado pela Advocacia "Liotti & Carvalho" e, além da coroa, a ganhadora recebeu premiações que chegam ao valor de R$35 mil.

### Behind The Crown
Em parceria com a plataforma de streaming SoulTV, onde foi criado o canal "UMiss", os organizadores vão começar a exibir um reality show chamado Behind The Crown, que mostrará todos os bastidores do concurso com o objetivo de conectar mais o público com as candidatas. Atualmente, o conteúdo é inteiramente voltado para o mundo Miss e, no futuro, também deve incluir conteúdos sobre beleza e lifestyle.

Nós queremos tentar humanizar o concurso. A gente entende que hoje em dia a mulher ocupa muitos espaços e está em todas as áreas. Então muitas pessoas se perguntam por que uma mulher quer ser uma Miss. Antes as pessoas ligavam a TV e assistiam àquelas 2h20 de show e agora vão ter uma noção do desenvolvimento delas até chegarem lá. Vamos mostrar a história delas, as motivações. Tem meninas que têm mestrado, outras com histórias de vida superdifíceis…
Marthina Brandt, diretora do concurso.
A série terá 11 episódios, com o primeiro sendo exibido no dia 31 de outubro às 21h30. Os outros serão exibidos a cada dois dias até o dia 8. No dia 9, às 20h, acontece a transmissão do concurso, e depois os episódios restantes serão liberados um por dia até o dia 15 de novembro.

### Coroação
No dia 4 de novembro, dois dias antes da final, Julia Gama revelou em suas redes sociais que não coroaria sua sucessora pois foi desconvidada pela organização nacional. Um dos motivos, segundo a mesma teria sido seu posicionamento político.

Queridos Missamores, é com tristeza que hoje venho anunciar oficialmente que não estarei presente na final do Miss Universo Brasil 2021. Esta foi a decisão da Organização do Miss Universo Brasil, que após haver formalmente me convidado para participar do evento, há poucos dias atrás me enviou um novo e-mail dispensando minha presença. Como eles não deram explicações do porquê de tal decisão me resta respeitar a decisão deles mesmo sem entendê-la. (...) E mesmo que compartilhássemos de opiniões distintas e, até mesmo, valores conflitantes, eu acredito que juntos, eu e a Organização do Miss Universo Brasil realizamos um trabalho incrível juntos que nos rendeu inclusive o título de Vice Miss Universo. E é olhar para tudo vivido até aqui, que me deixa triste não poder encerrar este ciclo como manda o protocolo e a tradição do Miss Brasil: com um desfile digno, um discurso de despedida e coroando minha sucessora. Preciso dizer que sinto muito pelo público principalmente. O mundo miss só existe porque vocês mantém essa chama acesa com o carinho e dedicação que vocês têm com nós misses. Eu não tenho como agradecer todo tempo que vocês dedicaram a mim em seus perfis até aqui, compartilhando esse sonho junto comigo, levantando o nome do Brasil comigo. Como eu sempre disse, esse título não é meu, ele é nosso e para sempre será. Neste momento estou aqui chorando e escrevendo para vocês, porque na verdade queria dar um abraço em cada um para agradecer todo carinho e apoio que vocês me deram. Ao mesmo tempo, eu sei que tem um Deus que comanda tudo. Ele me fez Miss Universo Brasil 2020 e Vice-Miss Universo. Sei que nada até aqui foi acaso, e acredito que esta situação também não seja. Apenas confio que o melhor sempre acontece. 
Julia Gama, Miss Brasil 2020.
Cerca de duas horas depois, Marthina Brandt, diretora executiva do evento alegou quebra de contrato. Ela afirmou aos veículos de comunicação que Gama não havia cumprido algumas regras do contrato, como por exemplo ter manifestado publicamente que o concurso era machista por não aceitar mulheres casadas.

Ela descumpriu uma série de regras ao longo do ano, regras que ela tinha conhecimento por contrato, que ela aceitou quando aceitou ser miss. Nosso contrato é uma extensão do contrato do Miss Universo e ela sabia das regras do concurso.
Marthina Brandt, diretora do concurso.

### Cronograma
No dia 23 de Junho a organização anunciou a agenda de movimentação da competição:
- 28 de Junho a 16 de Agosto: Inscrições definitivas pelo site.[33]
- 17 a 30 de Agosto: Pré-seleção de até cem (100) candidatas por Estado.
- 30 de Agosto a 3 de Setembro: Anúncio de até cem (100) candidatas por Estado.
- 4 de Setembro a 16 de Outubro: Prazo para realização das finais dos concursos estaduais.
- 29 de Outubro a 4 de Novembro: Início do confinamento na cidade de São Paulo.[34]
- 5 de Novembro: Embarque e atividades das candidatas no navio da Promoação em Santos.[9]
- 7 de Novembro: Final do Miss Universo Brasil 2021, com a gravação de 3 possíveis resultados.
- 8 de Novembro: Desembarque das candidatas em Santos.
- 9 de Novembro: Revelação da vencedora através do canal "U Miss" da SoulTV.

### Pré-concurso
O site do jornal "Extra", do Grupo Globo divulgou suas favoritas ao título deste ano:
| Colocação                            | Estado e Candidata |
| ------------------------------------ | --- |
| Favoritas Portal Extra (Grupo Globo) | - Amazonas - Rebeca Portilho - Ceará - Teresa Santos - Minas Gerais - Isadora Murta - Maranhão - Juliana Costa - Rio de Janeiro - Mylena Duarte |

### Trívia
- Foi a primeira edição do concurso realizada em alto mar, mais precisamente em um cruzeiro.[37]
  - Também a primeira realização de concurso sob a tutela do franqueado Winston Ling e das diretoras Marthina Brandt e Gabriela Bratz.
- Foi a segunda vez que o certame se realizou no mês de Novembro, a última vez foi na edição de 2015.
- Pela primeira vez desde 2003, a vencedora não foi coroada por sua antecessora.
- Das vinte e sete candidatas em busca do título, 4 disputaram o concurso nacional anteriormente: Ceará, Rondônia, São Paulo e Sergipe.
  - Dessas, duas pararam entre as três finalistas (Ceará e São Paulo) e uma no Top 10 (Sergipe).
- Dentre todas as representantes estaduais, apenas 3 não são nascidas nos Estados que representam: Goiás, Mato Grosso e Santa Catarina.
  - Elisandra é nascida em Coromandel (MG),[38] Gabriela em Campo Grande (MS) e Bruna em Santana do Araguaia (PA).[39]
- Entre as 6 disputas estaduais não-oficiais realizadas no ano anterior, apenas a Miss Maranhão Juliana Costa defendeu o título.[40]
  - Ainda em 2020, Bruna Valim ficou em segundo lugar no Miss Santa Catarina 2020 e voltou este ano competindo pelo título regional.
- Dentre as 27 candidatas, apenas 5 são consideradas afro-brasileiras. O recorde é de 6 na edição de 2016.[41]
  - Entre elas, Bruna Valim foi a primeira negra a representar Santa Catarina no nacional.[42]
- Atuar como modelo e estudar Direito está entre as profissões e ocupações mais citadas pelas candidatas ao título deste ano.
- As candidatas mais próximas do limite de idade foram: Juliana Costa (MA), Bruna Valim (SC) e Carol Valença (SE), todas com 27 anos.
  - Já a mais nova na busca do título foi Maria Eduarda Giraldi (MS) com 18 anos.
- O nome mais comum entre as candidatas foi Maria, das representantes: Maria Eduarda (MS), Maria Beatriz (PB) e Maria Gabriela (PI).
- Como não houve concurso em 2020, Bianca Lopes era a Miss São Paulo reinante e defendeu novamente o título em 2021.
  - Curiosamente, ela foi coroada duas vezes por sua antecessora, Paula Palhares. O feito é único até então, na história da competição.
- O preparador de misses venezuelano Osmel Sousa participaria como jurado do evento, ma desistiu por problemas de ordem pessoal;[43]
  - A Miss Brasil 2016 Raissa Santana também seria uma das juradas da final, mas desistiu em protesto ao descaso com Julia Gama.

## Resultados

### Colocações
| Posição               | Estado e Candidata |
| --------------------- | --- |
| Miss Brasil 2021      | - Ceará - Teresa Santos |
| 2ª Colocada           | - Piauí - Gabriela Lacerda |
| 3ª Colocada           | - Sergipe - Carol Valença |
| 4ª Colocada           | - São Paulo - Bianca Lopes |
| 5ª Colocada           | - Amazonas - Rebeca Portilho |
| Top 10 Semifinalistas | - Espírito Santo - Eduarda Braum - Minas Gerais - Isadora Murta - Roraima - Jéssica Barros - Santa Catarina - Bruna Valim - Tocantins - Luciana Gomes                        |
| Top 15 Semifinalistas | - Bahia - Tainara Almeida - Distrito Federal - Gabriela Rodrigues - Pernambuco - Millena Vasconcelos - Rio de Janeiro - Mylena Duarte - Rio Grande do Sul - Suellyn Scheffer |

### Prêmios especiais
A vencedora do prêmio abaixo foi eleita por suas próprias concorrentes:
| Prêmio        | Estado e candidata               |
| ------------- | -------------------------------- |
| Miss Simpatia | - Piauí - Maria Gabriela Lacerda |

### Ordem dos anúncios
| 1. Roraima 2. Minas Gerais 3. Rio Grande do Sul 4. Pernambuco 5. Distrito Federal 6. Rio de Janeiro 7. Bahia 8. Santa Catarina 9. Espírito Santo 10. Tocantins 11. São Paulo 12. Amazonas 13. Sergipe 14. Piauí 15. Ceará | 1. Sergipe 2. Minas Gerais 3. Piauí 4. Santa Catarina 5. Roraima 6. Ceará 7. São Paulo 8. Espírito Santo 9. Tocantins 10. Amazonas | 1. São Paulo 2. Ceará 3. Amazonas 4. Sergipe 5. Piauí |

## Jurados

### Final
Ajudaram a eleger a vencedora:
1. Bianca Aydos, fonoaudióloga;
2. Gianne Albertoni, modelo e apresentadora;
3. Doutor Gustavo Aquino, médico-cirurgião plástico;
4. Miguel Alcade, designer de jóias;
5. Ita Mazzutti, fotógrafo;

### Preliminar
Ajudaram a eleger as semifinalistas:
1. Fábio Luís de Paula, jornalista da Folha de S.Paulo;
2. Marthina Brandt, diretora-executiva do certame e Miss Brasil 2015;
3. Doutor Gustavo Aquino, médico-cirurgião plástico;
4. Bianca Aydos, fonoaudióloga;

### Teste deLíngua InglesaeEspanhol
As candidatas passaram por um teste não-qualificatório com os jurados:
1. Renata Villani, professora diretora da "Be-Live Language School";
2. Marthina Brandt, diretora-executiva do certame e Miss Brasil 2015;
3. Winston Ling, franqueado licenciado do Miss Universo no Brasil;

## Candidatas
Abaixo, as 27 candidatas eleitas para o concurso deste ano:
| Unidade Federativa  | Candidata              | Idade | Representação        | Formação ou ocupação              | Ref.   |
| ------------------- | ---------------------- | ----- | -------------------- | --------------------------------- | ------ |
| Acre                | Juliana Melo           | 26    | Cruzeiro do Sul, AC  | Bacharel em Direito Empresária    | [ 50 ] |
| Alagoas             | Rafaela Barbosa        | 22    | Arapiraca, AL        | Modelo                            | [ 51 ] |
| Amapá               | Andreina Pereira       | 21    | Santana, AP          | Estudante de Letras               | [ 52 ] |
| Amazonas            | Rebeca Portilho        | 23    | Manaus, AM           | Modelo                            | [ 53 ] |
| Bahia               | Tainara Almeida        | 25    | Cruz das Almas, BA   | Cirurgiã Dentista                 | [ 54 ] |
| Ceará               | Teresa Santos          | 23    | Maranguape, CE       | Estudante de Psicologia Modelo    | [ 55 ] |
| Distrito Federal    | Gabriela Rodrigues     | 24    | Brasília, DF         | Modelo                            | [ 51 ] |
| Espírito Santo      | Eduarda Braum          | 23    | Afonso Cláudio, ES   | Estudante de Letras e Pedagogia   | [ 56 ] |
| Goiás               | Elisandra Nunes        | 22    | Caldas Novas, GO     | Estudante de Engenharia Ambiental | [ 57 ] |
| Maranhão            | Juliana Costa          | 27    | Presidente Dutra, MA | Bacharel em Direito               | [ 58 ] |
| Mato Grosso         | Gabriela Guimarães     | 22    | Cuiabá, MT           | Estudante de Direito Modelo       | [ 59 ] |
| Mato Grosso do Sul  | Maria Eduarda Giraldi  | 18    | Dourados, MS         | Modelo                            | [ 60 ] |
| Minas Gerais        | Isadora Murta          | 23    | Contagem, MG         | Bacharel em Administração Modelo  | [ 61 ] |
| Pará                | Larissa Azevedo        | 21    | Marabá, PA           | Estudante de Pedagogia            | [ 62 ] |
| Paraíba             | Maria Beatriz Monteiro | 22    | Patos, PB            | Estudante de Farmácia             | [ 63 ] |
| Paraná              | Marcella Kozinski      | 21    | Curitiba, PR         | Modelo                            | [ 64 ] |
| Pernambuco          | Millena Vasconcelos    | 24    | Sairé, PE            | Modelo Influenciadora Digital     | [ 65 ] |
| Piauí               | Gabriela Lacerda       | 20    | Teresina, PI         | Estudante de Jornalismo           | [ 66 ] |
| Rio de Janeiro      | Mylena Duarte          | 26    | Barra Mansa, RJ      | Nutricionista Modelo              | [ 67 ] |
| Rio Grande do Norte | Brenda Pontes          | 26    | Tibau, RN            | Bacharel em Jornalismo Modelo     | [ 68 ] |
| Rio Grande do Sul   | Suellyn Scheffer       | 25    | Montenegro, RS       | Modelo                            | [ 69 ] |
| Rondônia            | Thaisi Dias            | 24    | Porto Velho, RO      | Estudante de Medicina             | [ 51 ] |
| Roraima             | Jéssica Barros         | 20    | Amajari, RR          | Estudante de Serviço Social       | [ 70 ] |
| Santa Catarina      | Bruna Valim            | 27    | Otacílio Costa, SC   | Modelo Atriz                      | [ 71 ] |
| São Paulo           | Bianca Lopes           | 24    | Jaú, SP              | Atriz Advogada                    | [ 72 ] |
| Sergipe             | Carol Valença          | 27    | Aracaju, SE          | Estudante de Engenharia Civil     | [ 73 ] |
| Tocantins           | Luciana Gomes          | 26    | Palmas, TO           | Esteticista & Cosmetóloga         | [ 74 ] |

## Disputas Estaduais
O balanço das 21 disputas estaduais realizadas entre Setembro e Outubro de 2021:
     Primeiro estadual a ser realizado e com o maior número de candidatas.
     Último estadual a ser realizado e com o menor número de candidatas.
| Concurso                 | Final                  | Candidatas | Membro da Organização no Júri |
| ------------------------ | ---------------------- | ---------- | ----------------------------- |
| Miss Acre                | 7 de outubro de 2021   | 6          | Marthina Brandt 1             |
| Miss Amapá               | 16 de outubro de 2021  | 3          | Marthina Brandt 1             |
| Miss Amazonas            | 29 de setembro de 2021 | 6          | Aretha Procópio               |
| Miss Bahia               | 30 de setembro de 2021 | 15         | Marthina Brandt               |
| Miss Ceará               | 8 de outubro de 2021   | 10         | Marthina Brandt               |
| Miss Espírito Santo      | 7 de outubro de 2021   | 12         | Carlos Totti                  |
| Miss Goiás               | 23 de setembro de 2021 | 4          | Marthina Brandt               |
| Miss Mato Grosso         | 6 de outubro de 2021   | 11         | Marthina Brandt 1             |
| Miss Mato Grosso do Sul  | 2 de outubro de 2021   | 5          | Marthina Brandt 1             |
| Miss Minas Gerais        | 14 de outubro de 2021  | 12         | Aretha Procópio               |
| Miss Pará                | 29 de setembro de 2021 | 4          | Marthina Brandt 1             |
| Miss Paraíba             | 7 de outubro de 2021   | 12         | Gabriela Bratz                |
| Miss Paraná              | 12 de outubro de 2021  | 18         | Gabriela Bratz                |
| Miss Pernambuco          | 1 de outubro de 2021   | 11         | Aretha Procópio               |
| Miss Rio de Janeiro      | 25 de setembro de 2021 | 8          | Aretha Procópio               |
| Miss Rio Grande do Norte | 16 de setembro de 2021 | 20         | Marthina Brandt               |
| Miss Rio Grande do Sul   | 3 de outubro de 2021   | 13         | Carlos Totti                  |
| Miss Roraima             | 18 de setembro de 2021 | 6          | Aretha Procópio               |
| Miss Santa Catarina      | 10 de outubro de 2021  | 6          | Winston Ling                  |
| Miss São Paulo           | 2 de outubro de 2021   | 18         | Carlos Totti Marthina Brandt  |
| Miss Tocantins           | 3 de outubro de 2021   | 5          | Marthina Brandt 1             |
| Total                    | Total                  | 205        | —                             |

1 Avaliação feita por videoconferência.

### Artigos
- Miss Universo Tocantins 2021

## Quadro de coordenadores estaduais
A nova empreitada em busca da sucessora de Julia Gama contou com novos e antigos coordenadores regionais, conforme abaixo:
     Nova coordenação estadual.
| Estado              | Coordenador(a)        | No cargo desde |
| ------------------- | --------------------- | -------------- |
| Acre                | Ana Meire Lima        | 2005           |
| Amapá               | Enyellen Sales        | 2011           |
| Amazonas            | Miro Sampaio          | 2021           |
| Bahia               | Victor Lins           | 2021           |
| Ceará               | Guilhermino & Valéria | 2018           |
| Distrito Federal    | Mayck Carvalho        | 2019           |
| Espírito Santo      | Nabila Furtado        | 2019           |
| Goiás               | Raffael Rodrigues     | 2021           |
| Mato Grosso         | Warner Wilon          | 1992           |
| Mato Grosso do Sul  | Muryllo Lorensoni     | 2021           |
| Minas Gerais        | Leandro Nunes         | 2021           |
| Pará                | Dominique Silva       | 2021           |
| Paraíba             | George Azevêdo        | 2019           |
| Paraná              | Cris Ranzani          | 2021           |
| Pernambuco          | Romildo Alves         | 2021           |
| Rio de Janeiro      | Luís Costa            | 2021           |
| Rio Grande do Norte | George Azevêdo        | 2011           |
| Rio Grande do Sul   | Marcelo Sóes          | 2017           |
| Roraima             | Paulo Silas Valente   | 2016           |
| Santa Catarina      | Marcelo Sóes          | 2021           |
| São Paulo           | Éder Ignácio          | 2021           |
| Sergipe             | Luiz Plínio           | 2018           |
| Tocantins           | Raffael Rodrigues     | 2018           |

Os Estados abaixo ainda não possuem uma coordenação definida:
1. Alagoas
2. Maranhão
3. Piauí
4. Rondônia

## Transmissões
Além dos registros e gravações disponíveis no canal "U Miss" da Soul TV, alguns estaduais foram transmitidos por outros veículos:

### Televisão
- Miss Bahia - TV Bandeirantes Bahia (VT) [nota 1]
- Miss Pernambuco - TV Tribuna (Recife) - Canal 4 (VT) [nota 2][78]
- Miss São Paulo - TV Thathi - Canal 32 e TV Ônix - Canal 26 (Ao vivo) [79]

### Internet
- Miss Acre - Portal "ContilNet" (Ao vivo)
- Miss Paraíba - Canal "Araruna WebTV". (Ao vivo)
- Miss Rio Grande do Norte - Canal "Araruna WebTV". (Ao vivo)

## Candidatas em outros concursos
O histórico das candidatas ao título deste ano:
| Miss Bahia BE Emotion - 2019: Bahia - Tainara Almeida (Top 05) - (Representando o município de Cruz das Almas) Miss Ceará BE Emotion - 2018 Ceará - Teresa Santos (Vencedora) - (Representando o município de Groaíras) Miss Minas Gerais BE Emotion - 2018: Rio de Janeiro - Mylena Duarte (4º. Lugar) - (Representando o município de Ervália) - 2019: Rio de Janeiro - Mylena Duarte (2º. Lugar) - (Representando o município de Ervália) Miss Pernambuco BE Emotion - 2015: Rio Grande do Norte - Brenda Pontes (2º. Lugar) - (Representando a cidade de Santa Cruz do Capibaribe) Miss Rondônia BE Emotion - 2018: Rondônia - Thaisi Dias (Vencedora) - (Representando a cidade de Porto Velho) Miss São Paulo BE Emotion - 2019: São Paulo - Bianca Lopes (Vencedora) - (Representando o município de Jaú) Miss Sergipe BE Emotion - 2016: Sergipe - Carol Valença (Vencedora) - (Representando a cidade de Aracaju) Miss Brasil BE Emotion - 2016: Sergipe - Carol Valença (Top 10) - (Representando o Estado de Sergipe) - 2018: Ceará - Teresa Santos (3º. Lugar) - (Representando o Estado do Ceará) - 2018: Rondônia - Thaisi Dias - (Representando o Estado de Rondônia) - 2019: São Paulo - Bianca Lopes (3º. Lugar) - (representando o estado de São Paulo) Miss Brasil Supranational - 2020: Bahia - Tainara Almeida (4º. Lugar) - (Representando o Recôncavo Baiano) - 2020: Goiás - Elisandra Nunes (Top 13) - (Representando o Estado de Goiás) Miss Brasil Beleza Internacional - 2019: Bahia - Tainara Almeida (Miss Popularidade) - (Representando o Estado da Bahia) | Miss Grand Brasil - 2020 Rio de Janeiro - Mylena Duarte (2º. Lugar) - (Representando o Estado do Espírito Santo) Miss Brasil Latina - 2014: Rio Grande do Norte - Brenda Pontes (Top 13) - (Representando o Estado do Ceará) - 2016: São Paulo - Bianca Lopes (Vencedora) - (Representado o estado de São Paulo) Miss Brasil Empresarial - 2018: Goiás - Elisandra Nunes - (Representando o Estado de Goiás) - 2018: Sergipe - Carol Valença (3º. Lugar) - (Representando o Estado de Sergipe) Miss Teen Brasil - 2015: Goiás - Elisandra Nunes - (Representando o Estado de Goiás) - 2017: Piauí - Gabriela Lacerda (Vencedora) - (Representando o Estado do Piauí) Miss Continente Brasil - 2020 Roraima - Jéssica Barros (4º. Lugar) - (Representando o Estado de Roraima) Miss Tourism World - 2019: Paraná - Marcella Kozinski (4º. Lugar) - (Representando o Brasil em Qingdao, China) Miss Pré-Teen Playa Mundial - 2008: Rondônia - Thaisi Dias (Vencedora) - (Representando o Brasil em Santo Domingo, República Dominicana) Miss Teen Mundial - 2017: Piauí - Gabriela Lacerda (Top 12) - (Representando o Brasil em San Salvador, El Salvador) Miss Panamerican Internacional - 2019: Sergipe - Carol Valença (Top Model & Traje Típico) - (Representando o Brasil em Guadalajara, México) Miss América Latina - 2017: São Paulo - Bianca Lopes (2º. Lugar) - (Representando o Brasil em Huatulco, México) |